# 1755
Portal Geschichte | Portal Biografien | Aktuelle Ereignisse | Jahreskalender | Tagesartikel

◄ |
17. Jahrhundert |
18. Jahrhundert
| 19. Jahrhundert | ►

◄ |
1720er |
1730er |
1740er |
1750er
| 1760er | 1770er | 1780er | ►

◄◄ |
◄ |
1751 |
1752 |
1753 |
1754 |
1755
| 1756 | 1757 | 1758 | 1759 | ► | ►►
Staatsoberhäupter  · Nekrolog   · Musikjahr
| Januar | Januar | Januar | Januar | Januar | Januar | Januar | Januar |
| Kw     | Mo     | Di     | Mi     | Do     | Fr     | Sa     | So     |
| ------ | ------ | ------ | ------ | ------ | ------ | ------ | ------ |
| 1      |        |        | 1      | 2      | 3      | 4      | 5      |
| 2      | 6      | 7      | 8      | 9      | 10     | 11     | 12     |
| 3      | 13     | 14     | 15     | 16     | 17     | 18     | 19     |
| 4      | 20     | 21     | 22     | 23     | 24     | 25     | 26     |
| 5      | 27     | 28     | 29     | 30     | 31     |        |        |

| Februar | Februar | Februar | Februar | Februar | Februar | Februar | Februar |
| Kw      | Mo      | Di      | Mi      | Do      | Fr      | Sa      | So      |
| ------- | ------- | ------- | ------- | ------- | ------- | ------- | ------- |
| 5       |         |         |         |         |         | 1       | 2       |
| 6       | 3       | 4       | 5       | 6       | 7       | 8       | 9       |
| 7       | 10      | 11      | 12      | 13      | 14      | 15      | 16      |
| 8       | 17      | 18      | 19      | 20      | 21      | 22      | 23      |
| 9       | 24      | 25      | 26      | 27      | 28      |         |         |

| März | März | März | März | März | März | März | März |
| Kw   | Mo   | Di   | Mi   | Do   | Fr   | Sa   | So   |
| ---- | ---- | ---- | ---- | ---- | ---- | ---- | ---- |
| 9    |      |      |      |      |      | 1    | 2    |
| 10   | 3    | 4    | 5    | 6    | 7    | 8    | 9    |
| 11   | 10   | 11   | 12   | 13   | 14   | 15   | 16   |
| 12   | 17   | 18   | 19   | 20   | 21   | 22   | 23   |
| 1    | 24   | 25   | 26   | 27   | 28   | 29   | 30   |
| 14   | 31   |      |      |      |      |      |      |

| April | April | April | April | April | April | April | April |
| Kw    | Mo    | Di    | Mi    | Do    | Fr    | Sa    | So    |
| ----- | ----- | ----- | ----- | ----- | ----- | ----- | ----- |
| 14    |       | 1     | 2     | 3     | 4     | 5     | 6     |
| 15    | 7     | 8     | 9     | 10    | 11    | 12    | 13    |
| 16    | 14    | 15    | 16    | 17    | 18    | 19    | 20    |
| 17    | 21    | 22    | 23    | 24    | 25    | 26    | 27    |
| 18    | 28    | 29    | 30    |       |       |       |       |

| Mai | Mai | Mai | Mai | Mai | Mai | Mai | Mai |
| Kw  | Mo  | Di  | Mi  | Do  | Fr  | Sa  | So  |
| --- | --- | --- | --- | --- | --- | --- | --- |
| 18  |     |     |     | 1   | 2   | 3   | 4   |
| 19  | 5   | 6   | 7   | 8   | 9   | 10  | 11  |
| 20  | 12  | 13  | 14  | 15  | 16  | 17  | 18  |
| 21  | 19  | 20  | 21  | 22  | 23  | 24  | 25  |
| 22  | 26  | 27  | 28  | 29  | 30  | 31  |     |

| Juni | Juni | Juni | Juni | Juni | Juni | Juni | Juni |
| Kw   | Mo   | Di   | Mi   | Do   | Fr   | Sa   | So   |
| ---- | ---- | ---- | ---- | ---- | ---- | ---- | ---- |
| 22   |      |      |      |      |      |      | 1    |
| 23   | 2    | 3    | 4    | 5    | 6    | 7    | 8    |
| 24   | 9    | 10   | 11   | 12   | 13   | 14   | 15   |
| 25   | 16   | 17   | 18   | 19   | 20   | 21   | 22   |
| 26   | 23   | 24   | 25   | 26   | 27   | 28   | 29   |
| 27   | 30   |      |      |      |      |      |      |

| Juli | Juli | Juli | Juli | Juli | Juli | Juli | Juli |
| Kw   | Mo   | Di   | Mi   | Do   | Fr   | Sa   | So   |
| ---- | ---- | ---- | ---- | ---- | ---- | ---- | ---- |
| 27   |      | 1    | 2    | 3    | 4    | 5    | 6    |
| 2    | 7    | 8    | 9    | 10   | 11   | 12   | 13   |
| 29   | 14   | 15   | 16   | 17   | 18   | 19   | 20   |
| 30   | 21   | 22   | 23   | 24   | 25   | 26   | 27   |
| 31   | 28   | 29   | 30   | 31   |      |      |      |

| August | August | August | August | August | August | August | August |
| Kw     | Mo     | Di     | Mi     | Do     | Fr     | Sa     | So     |
| ------ | ------ | ------ | ------ | ------ | ------ | ------ | ------ |
| 31     |        |        |        |        | 1      | 2      | 3      |
| 32     | 4      | 5      | 6      | 7      | 8      | 9      | 10     |
| 33     | 11     | 12     | 13     | 14     | 15     | 16     | 17     |
| 34     | 18     | 19     | 20     | 21     | 22     | 23     | 24     |
| 35     | 25     | 26     | 27     | 28     | 29     | 30     | 31     |

| September | September | September | September | September | September | September | September |
| Kw        | Mo        | Di        | Mi        | Do        | Fr        | Sa        | So        |
| --------- | --------- | --------- | --------- | --------- | --------- | --------- | --------- |
| 36        | 1         | 2         | 3         | 4         | 5         | 6         | 7         |
| 37        | 8         | 9         | 10        | 11        | 12        | 13        | 14        |
| 38        | 15        | 16        | 17        | 18        | 19        | 20        | 21        |
| 39        | 22        | 23        | 24        | 25        | 26        | 27        | 28        |
| 40        | 29        | 30        |           |           |           |           |           |

| Oktober | Oktober | Oktober | Oktober | Oktober | Oktober | Oktober | Oktober |
| Kw      | Mo      | Di      | Mi      | Do      | Fr      | Sa      | So      |
| ------- | ------- | ------- | ------- | ------- | ------- | ------- | ------- |
| 40      |         |         | 1       | 2       | 3       | 4       | 5       |
| 41      | 6       | 7       | 8       | 9       | 10      | 11      | 12      |
| 42      | 13      | 14      | 15      | 16      | 17      | 18      | 19      |
| 43      | 20      | 21      | 22      | 23      | 24      | 25      | 26      |
| 44      | 27      | 28      | 29      | 30      | 31      |         |         |

| November | November | November | November | November | November | November | November |
| Kw       | Mo       | Di       | Mi       | Do       | Fr       | Sa       | So       |
| -------- | -------- | -------- | -------- | -------- | -------- | -------- | -------- |
| 44       |          |          |          |          |          | 1        | 2        |
| 45       | 3        | 4        | 5        | 6        | 7        | 8        | 9        |
| 46       | 10       | 11       | 12       | 13       | 14       | 15       | 16       |
| 47       | 17       | 18       | 19       | 20       | 21       | 22       | 23       |
| 48       | 24       | 25       | 26       | 27       | 28       | 29       | 30       |

| Dezember | Dezember | Dezember | Dezember | Dezember | Dezember | Dezember | Dezember |
| Kw       | Mo       | Di       | Mi       | Do       | Fr       | Sa       | So       |
| -------- | -------- | -------- | -------- | -------- | -------- | -------- | -------- |
| 49       | 1        | 2        | 3        | 4        | 5        | 6        | 7        |
| 50       | 8        | 9        | 10       | 11       | 12       | 13       | 14       |
| 51       | 15       | 16       | 17       | 18       | 19       | 20       | 21       |
| 52       | 22       | 23       | 24       | 25       | 26       | 27       | 28       |
| 1        | 29       | 30       | 31       |          |          |          |          |

| Januar | Januar | Januar | Januar | Januar | Januar | Januar | Januar |
| Kw     | Mo     | Di     | Mi     | Do     | Fr     | Sa     | So     |
| ------ | ------ | ------ | ------ | ------ | ------ | ------ | ------ |
| 1      |        |        | 1      | 2      | 3      | 4      | 5      |
| 2      | 6      | 7      | 8      | 9      | 10     | 11     | 12     |
| 3      | 13     | 14     | 15     | 16     | 17     | 18     | 19     |
| 4      | 20     | 21     | 22     | 23     | 24     | 25     | 26     |
| 5      | 27     | 28     | 29     | 30     | 31     |        |        |

| Februar | Februar | Februar | Februar | Februar | Februar | Februar | Februar |
| Kw      | Mo      | Di      | Mi      | Do      | Fr      | Sa      | So      |
| ------- | ------- | ------- | ------- | ------- | ------- | ------- | ------- |
| 5       |         |         |         |         |         | 1       | 2       |
| 6       | 3       | 4       | 5       | 6       | 7       | 8       | 9       |
| 7       | 10      | 11      | 12      | 13      | 14      | 15      | 16      |
| 8       | 17      | 18      | 19      | 20      | 21      | 22      | 23      |
| 9       | 24      | 25      | 26      | 27      | 28      |         |         |

| März | März | März | März | März | März | März | März |
| Kw   | Mo   | Di   | Mi   | Do   | Fr   | Sa   | So   |
| ---- | ---- | ---- | ---- | ---- | ---- | ---- | ---- |
| 9    |      |      |      |      |      | 1    | 2    |
| 10   | 3    | 4    | 5    | 6    | 7    | 8    | 9    |
| 11   | 10   | 11   | 12   | 13   | 14   | 15   | 16   |
| 12   | 17   | 18   | 19   | 20   | 21   | 22   | 23   |
| 1    | 24   | 25   | 26   | 27   | 28   | 29   | 30   |
| 14   | 31   |      |      |      |      |      |      |

| April | April | April | April | April | April | April | April |
| Kw    | Mo    | Di    | Mi    | Do    | Fr    | Sa    | So    |
| ----- | ----- | ----- | ----- | ----- | ----- | ----- | ----- |
| 14    |       | 1     | 2     | 3     | 4     | 5     | 6     |
| 15    | 7     | 8     | 9     | 10    | 11    | 12    | 13    |
| 16    | 14    | 15    | 16    | 17    | 18    | 19    | 20    |
| 17    | 21    | 22    | 23    | 24    | 25    | 26    | 27    |
| 18    | 28    | 29    | 30    |       |       |       |       |

| Mai | Mai | Mai | Mai | Mai | Mai | Mai | Mai |
| Kw  | Mo  | Di  | Mi  | Do  | Fr  | Sa  | So  |
| --- | --- | --- | --- | --- | --- | --- | --- |
| 18  |     |     |     | 1   | 2   | 3   | 4   |
| 19  | 5   | 6   | 7   | 8   | 9   | 10  | 11  |
| 20  | 12  | 13  | 14  | 15  | 16  | 17  | 18  |
| 21  | 19  | 20  | 21  | 22  | 23  | 24  | 25  |
| 22  | 26  | 27  | 28  | 29  | 30  | 31  |     |

| Juni | Juni | Juni | Juni | Juni | Juni | Juni | Juni |
| Kw   | Mo   | Di   | Mi   | Do   | Fr   | Sa   | So   |
| ---- | ---- | ---- | ---- | ---- | ---- | ---- | ---- |
| 22   |      |      |      |      |      |      | 1    |
| 23   | 2    | 3    | 4    | 5    | 6    | 7    | 8    |
| 24   | 9    | 10   | 11   | 12   | 13   | 14   | 15   |
| 25   | 16   | 17   | 18   | 19   | 20   | 21   | 22   |
| 26   | 23   | 24   | 25   | 26   | 27   | 28   | 29   |
| 27   | 30   |      |      |      |      |      |      |

| Juli | Juli | Juli | Juli | Juli | Juli | Juli | Juli |
| Kw   | Mo   | Di   | Mi   | Do   | Fr   | Sa   | So   |
| ---- | ---- | ---- | ---- | ---- | ---- | ---- | ---- |
| 27   |      | 1    | 2    | 3    | 4    | 5    | 6    |
| 2    | 7    | 8    | 9    | 10   | 11   | 12   | 13   |
| 29   | 14   | 15   | 16   | 17   | 18   | 19   | 20   |
| 30   | 21   | 22   | 23   | 24   | 25   | 26   | 27   |
| 31   | 28   | 29   | 30   | 31   |      |      |      |

| August | August | August | August | August | August | August | August |
| Kw     | Mo     | Di     | Mi     | Do     | Fr     | Sa     | So     |
| ------ | ------ | ------ | ------ | ------ | ------ | ------ | ------ |
| 31     |        |        |        |        | 1      | 2      | 3      |
| 32     | 4      | 5      | 6      | 7      | 8      | 9      | 10     |
| 33     | 11     | 12     | 13     | 14     | 15     | 16     | 17     |
| 34     | 18     | 19     | 20     | 21     | 22     | 23     | 24     |
| 35     | 25     | 26     | 27     | 28     | 29     | 30     | 31     |

| September | September | September | September | September | September | September | September |
| Kw        | Mo        | Di        | Mi        | Do        | Fr        | Sa        | So        |
| --------- | --------- | --------- | --------- | --------- | --------- | --------- | --------- |
| 36        | 1         | 2         | 3         | 4         | 5         | 6         | 7         |
| 37        | 8         | 9         | 10        | 11        | 12        | 13        | 14        |
| 38        | 15        | 16        | 17        | 18        | 19        | 20        | 21        |
| 39        | 22        | 23        | 24        | 25        | 26        | 27        | 28        |
| 40        | 29        | 30        |           |           |           |           |           |

| Oktober | Oktober | Oktober | Oktober | Oktober | Oktober | Oktober | Oktober |
| Kw      | Mo      | Di      | Mi      | Do      | Fr      | Sa      | So      |
| ------- | ------- | ------- | ------- | ------- | ------- | ------- | ------- |
| 40      |         |         | 1       | 2       | 3       | 4       | 5       |
| 41      | 6       | 7       | 8       | 9       | 10      | 11      | 12      |
| 42      | 13      | 14      | 15      | 16      | 17      | 18      | 19      |
| 43      | 20      | 21      | 22      | 23      | 24      | 25      | 26      |
| 44      | 27      | 28      | 29      | 30      | 31      |         |         |

| November | November | November | November | November | November | November | November |
| Kw       | Mo       | Di       | Mi       | Do       | Fr       | Sa       | So       |
| -------- | -------- | -------- | -------- | -------- | -------- | -------- | -------- |
| 44       |          |          |          |          |          | 1        | 2        |
| 45       | 3        | 4        | 5        | 6        | 7        | 8        | 9        |
| 46       | 10       | 11       | 12       | 13       | 14       | 15       | 16       |
| 47       | 17       | 18       | 19       | 20       | 21       | 22       | 23       |
| 48       | 24       | 25       | 26       | 27       | 28       | 29       | 30       |

| Dezember | Dezember | Dezember | Dezember | Dezember | Dezember | Dezember | Dezember |
| Kw       | Mo       | Di       | Mi       | Do       | Fr       | Sa       | So       |
| -------- | -------- | -------- | -------- | -------- | -------- | -------- | -------- |
| 49       | 1        | 2        | 3        | 4        | 5        | 6        | 7        |
| 50       | 8        | 9        | 10       | 11       | 12       | 13       | 14       |
| 51       | 15       | 16       | 17       | 18       | 19       | 20       | 21       |
| 52       | 22       | 23       | 24       | 25       | 26       | 27       | 28       |
| 1        | 29       | 30       | 31       |          |          |          |          |

Das einprägsamste Ereignis des Jahres 1755 ist das Erdbeben von Lissabon und der darauf folgende Tsunami am 1. November, die die Stadt beinahe zur Gänze zerstören. Das Beben wird in ganz Europa bis nach Finnland registriert und verursacht zum Teil schwere Schäden in England, der Schweiz, dem Heiligen Römischen Reich bis hinauf nach Schweden. Es handelt sich damit um eine der verheerendsten Naturkatastrophen der europäischen Geschichte. Auf viele Denker der Aufklärung macht das Erdbeben einen großen Eindruck. 

## Ereignisse

### Politik und Weltgeschehen

#### Europäische Kolonien in Nordamerika

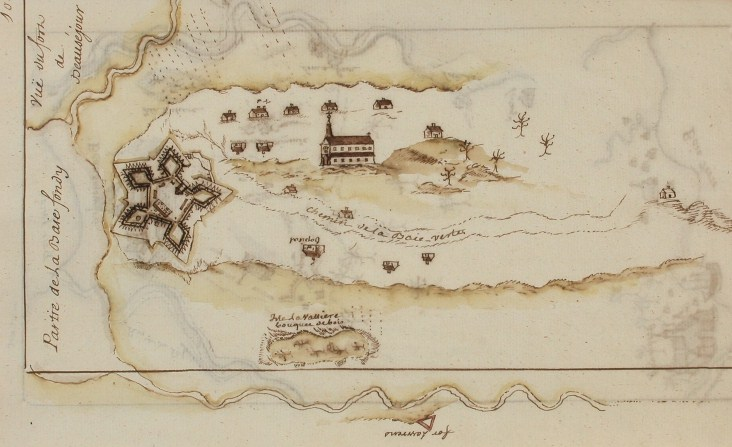
Fort Beauséjour um 1755

- 16. Juni: Britische Einheiten erobern nach rund zweiwöchiger Belagerung das französische Fort Beauséjour im Franzosen- und Indianerkrieg.
- 9. Juli: Eine vor allem aus mit den Franzosen verbündeten Indianern bestehende Truppe fügt einem auf das französische Fort Duquesne, das heutige Pittsburgh, vorrückenden britischen Heer in der Schlacht am Monongahela eine vernichtende Niederlage zu und beenden damit vorläufig die britischen Versuche, sich im Tal des Ohio River festzusetzen. Sowohl der britische Kommandant Edward Braddock als auch der französische Kommandeur Daniel Liénard de Beaujeu kommen bei der Schlacht ums Leben, die als klassisches Beispiel für Führungsversagen gilt. Wesentlicher Grund für die schwere Niederlage der Briten ist die dilettantische Vorbereitung und Durchführung der Expedition, der Einsatz unerfahrener Soldaten sowie das sture Festhalten an der vom Reglement vorgeschriebenen, aber für den Kolonialkrieg völlig ungeeigneten linearen Gefechtsordnung.
- 8. September: In der Schlacht am Lake George besiegen ein britisches Milizheer unter William Johnson verbündete französische und indianische Einheiten und setzt sich damit im Bereich der Großen Seen fest.
- 24. November: Beim ersten Gnadenhütten-Massaker wird die Herrnhuter Brüdergemeine in Gnadenhütten, Pennsylvania, von mit den Franzosen verbündeten Indianern überfallen. Sämtliche dort lebenden Missionare und die christlichen sogenannten Mährischen Indianer werden von ihnen umgebracht.

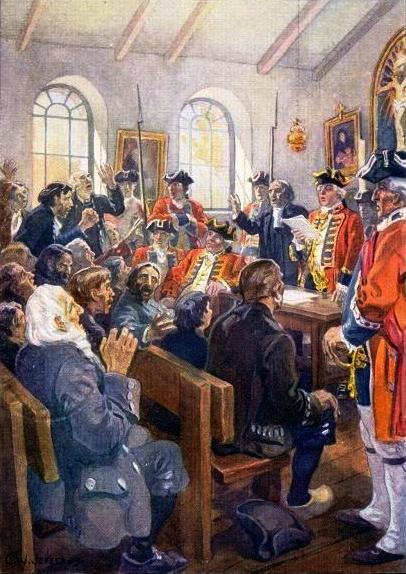
Le Grand Dérangement – Die Deportation der Akadier

- Großbritannien beschließt die Deportation aller französischen Einwohner Akadiens, die keinen Eid auf die britische Krone ablegen wollen. Die Große Vertreibung der Akadier in Kanada beginnt.
- In der britischen Kolonie Georgia tritt ein Sklavengesetz in Kraft, das weitgehend auf dem Negro Act von South Carolina basiert.

#### Europa

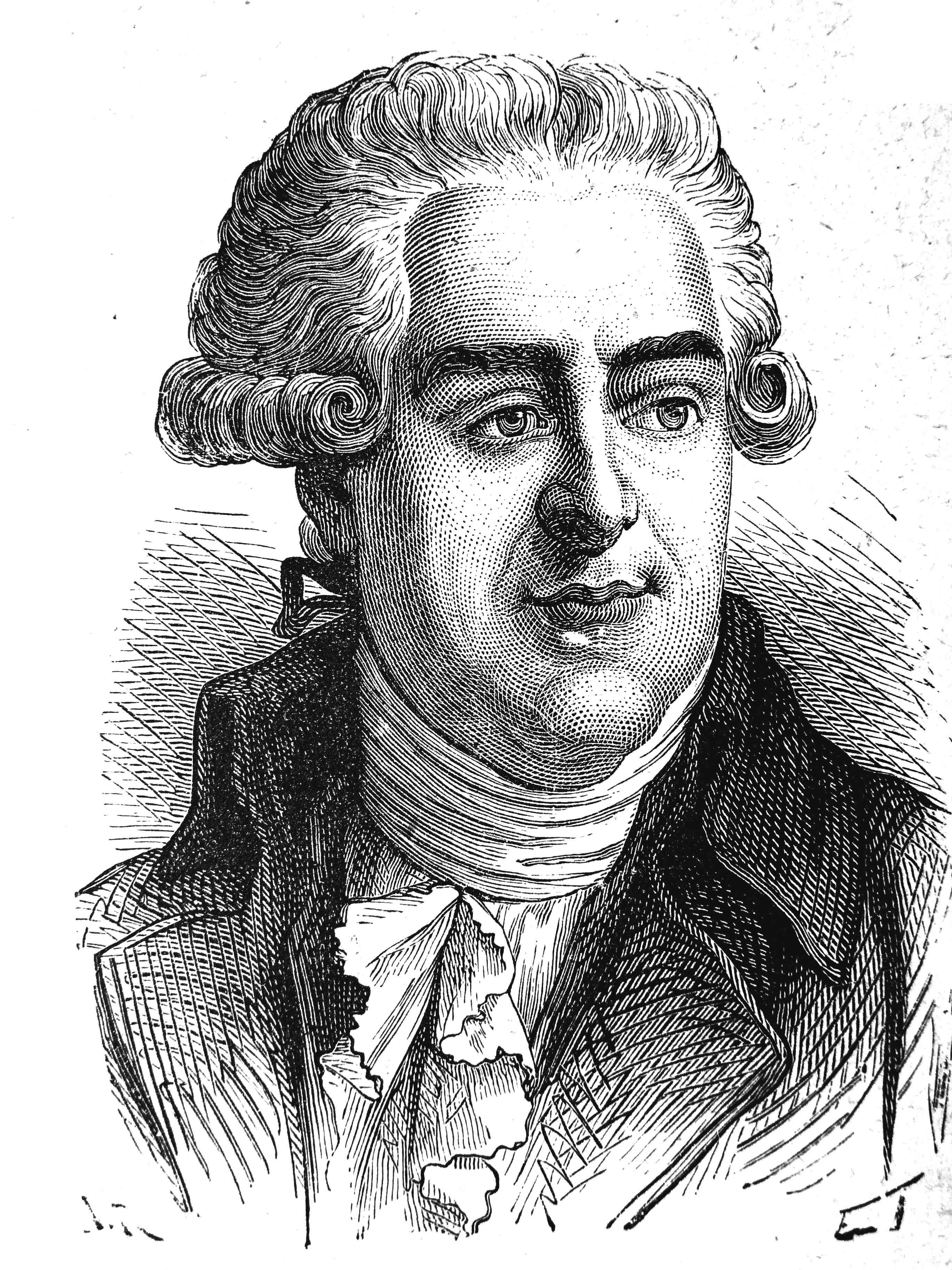
Pasquale Paoli

Pasquale Paoli kehrt nach Korsika zurück und bekämpft mit Erfolg die regierende Republik Genua, die aus dem Landesinneren vertrieben und in wenigen Hafenstädten eingeschlossen wird. Mit der von ihm entworfenen Verfassung regiert er von der Hauptstadt Corte aus die Insel. Einer seiner Weggefährten ist Carlo Buonaparte.

#### Afrika
Iyasu II., negus von Äthiopien aus der Solomonischen Dynastie, stirbt am 26. Juni unter ungeklärten Umständen, möglicherweise an einer Vergiftung. Nachfolger wird sein Sohn Joas I. Da er zu diesem Zeitpunkt erst wenige Monate alt ist, führt seine Großmutter Mentewab die Regentschaft über das Kaiserreich, das Iyasu finanziell ruiniert zurückgelassen hat, und das überdies unter regionalen Konflikten leidet.

#### Asien
Im Kampf gegen die Mon erobert Alaungpaya die Stadt Dagon, gibt ihr den Namen Yangon und macht sie zur neuen Hauptstadt des birmanischen Reichs.

### Wirtschaft

#### Fayencemanufakturen
- 20. Juni: Kurfürst Georg II. erteilt der Fayence-Manufaktur Münden rückwirkend die Konzession für eine Porcellain-fabrique für unechtes Porcellain.
- 19. September: Die Stralsunder Fayencenmanufaktur wird vom Kaufmann Joachim Ulrich Giese gegründet.

#### Weitere Unternehmensgründungen
- Die Bank Leu wird als Staatsbank des Zürcher Stadtstaats gegründet. Maßgeblich an der Gründung beteiligt ist auch der spätere Bürgermeister Johann Jacob Leu.
- Die Römerbrauerei in Bergheim wird gegründet.
- Der Uhrmachermeister Jean-Marc Vacheron eröffnet eine Werkstatt in Genf.
- In Edinburgh erscheint erstmals eine Zeitschrift mit dem Namen Edinburgh Review.

#### Geldwirtschaft

Imperial der Kaiserin Elisabeth, 1755

- Unter Zarin Elisabeth wird in Russland erstmals der Imperial geprägt, eine Goldmünze im Wert von 10 Rubel.

#### Landwirtschaft
- Die Größe einer Hufe in Preußen wird geändert.

### Wissenschaft und Technik

#### Lehre und Forschung
- 25. Januar: Die Gründung der Lomonossow-Universität in Moskau erfolgt per Erlass von Elisabeth I. auf Anregung des Universalgelehrten und Schriftstellers Michail Lomonossow durch Iwan Schuwalow.
- Maria Theresia gründet auf Anregung von Johann Joseph von Trautson das Observatorium Caesareo-Regium Viennense. Erster Direktor der Universitätssternwarte in Wien wird Maximilian Hell.

#### Kartographie

Mitchell-Karte

Am 13. Februar wird die erste Ausgabe der Mitchell-Karte herausgegeben. Sie wird heute noch verwendet, um Dispute um die Grenze zwischen Kanada und den Vereinigten Staaten beizulegen.

#### Linguistik
Neun Jahre nach Beginn seiner Arbeit veröffentlicht der englische Gelehrte und Schriftsteller Samuel Johnson am 15. April das Dictionary of the English Language. Es gilt bis heute als eines der einflussreichsten Wörterbücher in der Geschichte der englischen Sprache.

#### Naturwissenschaften
Immanuel Kant verfasst die Allgemeine Naturgeschichte und Theorie des Himmels, die er anonym veröffentlicht. Nach Kants Vorstellung ist unser Sonnensystem eine Miniaturausgabe der beobachtbaren Fixsternsysteme, wie zum Beispiel unser Milchstraßensystem und andere Galaxien. So entstehen und vergehen Sonnensysteme und Galaxien periodisch aus einem Urnebel, dabei verdichten sich die einzelnen Planeten unabhängig. Im dritten Teil der Schrift, Von den Bewohnern der Gestirne, entwickelt Kant eine Theorie des außerirdischen Lebens. Danach ist die Existenz von Lebewesen auf anderen Planeten unseres Sonnensystems sehr wahrscheinlich. Zudem formuliert Kant ein Sonnenabstandsgesetz, nach dem die geistigen Fähigkeiten von Lebewesen zunehmen, je weiter sie von der Sonne entfernt leben. Demnach seien Lebewesen auf dem Jupiter den Menschen geistig weit überlegen, während Merkurbewohner den Erdbewohnern intellektuell deutlich unterlegen seien. Aus einer geistigen Überlegenheit folge zudem eine moralische Überlegenheit, weswegen der Mensch aus geistiger und moralischer Perspektive nicht mehr als „Krone der Schöpfung“ zu betrachten sei.
- Leonhard Euler stellt die Grundgleichungen der Hydrodynamik auf.

#### Kunstgeschichte

Titelseite der Gedanken, 2. Auflage, 1756

Das Erstlingswerk von Johann Joachim Winckelmann, die Gedanken über die Nachahmung der Griechischen Werke in der Malerei und Bildhauerkunst erscheint in Dresden in einer Auflage von knapp 50 Exemplaren.

#### Philosophie

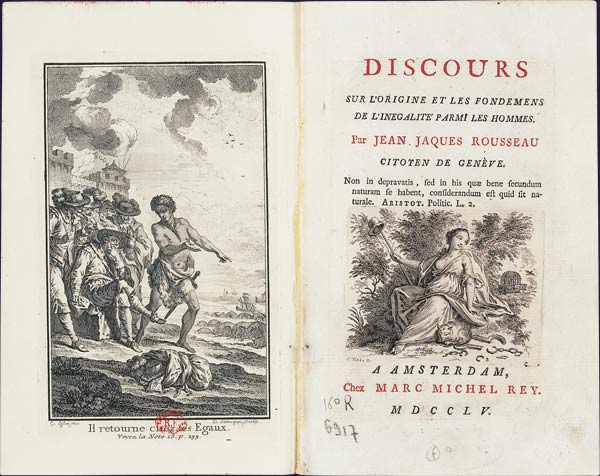
Rousseau: Discours; Titelblatt der Ausgabe Amsterdam 1755

Jean-Jacques Rousseaus Werk Discours sur l’origine et les fondements de l’inégalité parmi les hommes (Abhandlung über den Ursprung und die Grundlagen der Ungleichheit unter den Menschen) erscheint in französischer Sprache beim Genfer Verleger Marc-Michel Rey in Amsterdam.

### Kultur

#### Architektur
Der Bau von Schloss Benrath in Düsseldorf beginnt unter der Leitung von Nicolas de Pigage im Auftrag des Kurfürsten Karl Theodor von der Pfalz.

#### Musik und Theater
- 6. Januar: Die Opera seria Montezuma von Carl Heinrich Graun auf das Libretto von Friedrich dem Großen wird an der Königlichen Hofoper in Berlin uraufgeführt.
- 20. Januar: Am Königlichen Hoftheater in Dresden erfolgt die Uraufführung der Oper Ezio von Johann Adolph Hasse. Es ist bereits Hasses zweite Oper dieses Namens auf das Libretto von Pietro Metastasio und ist eine der spektakulärsten und aufwändigsten Inszenierungen am Dresdner Hof und jener Zeit insgesamt. Im gleichen Jahr vertont auch Carl Heinrich Graun Metastasios Libretto. Sein Werk wird am 16. März in Berlin uraufgeführt.

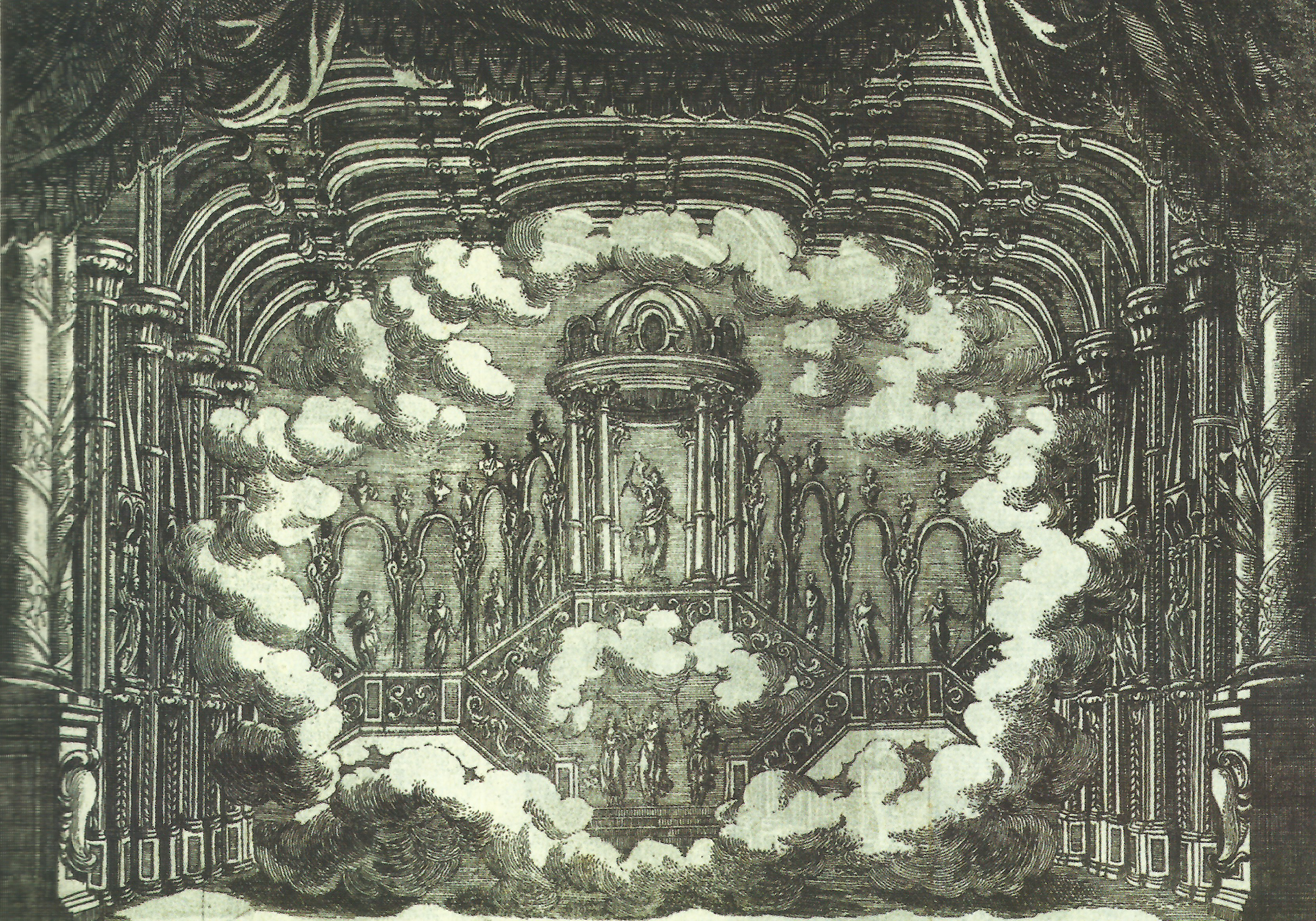
Die Bühne der Ópera do Tejo in Lissabon am Tag ihrer Eröffnung

- 31. März: Die Ópera do Tejo in Lissabon wird mit der Oper Alessandro nell’Indie von Davide Perez auf das Libretto von Pietro Metastasio eröffnet. Das neu errichtete Opernhaus wird schon am 1. November durch das Erdbeben von Lissabon zerstört. Vor der Zerstörung werden noch zwei Opern von Antonio Mazzoni, La clemenza di Tito und Antigono, uraufgeführt.
- 15. Juni: Die Uraufführung der Oper Il Don Chisciotte von Ignaz Holzbauer findet in Schwetzingen statt.
- 10. Juli: Die Uraufführung des ersten deutschen bürgerlichen Trauerspiels Miss Sara Sampson von Gotthold Ephraim Lessing findet im Exerzierhaus zu Frankfurt statt.
- 30. August: Die Uraufführung der Oper Enea nel Lazio von Niccolò Jommelli erfolgt in Stuttgart.
- Der Dichter Christian Fürchtegott Gellert schafft das Weihnachtslied Dies ist der Tag, den Gott gemacht. Gellert unterlegt dem Lied die Melodie Vom Himmel hoch, da komm ich her von Martin Luther.
- Die Handschriften des Nibelungenlieds werden durch Jacob Hermann Obereit wiederentdeckt.

### Gesellschaft
- 26. Juli: Giacomo Casanova wird wegen „Schmähungen gegen die heilige Religion“ in den Bleikammern des Dogenpalastes in Venedig inhaftiert. Fünfzehn Monate später gelingt ihm die spektakuläre Flucht.
- Johann Georg Müchler und Friedrich Gabriel Resewitz gründen in Berlin den Verein Gelehrtes Kaffeehaus.
- Friedrich Nicolai gründet den literarischen Freundeskreis Berliner Aufklärung, dem unter anderem auch Gotthold Ephraim Lessing angehört.

### Religion

Darstellung des angeblichen Mordes an Anderl von Rinn

- 22. Februar: Mit der Bulle Beatus Andreas erlaubt Papst Benedikt XIV. die Verehrung des laut einer Ritualmordlegende von Juden ermordeten Anderl von Rinn.
- 26. Juli: Papst Benedikt XIV. gibt mit der Enzyklika Allatae sunt die erste kompakte Ostkirchenenzyklika heraus.
- Deutsche Einwanderer gründen die Zion Church of the City of Baltimore.

### Katastrophen

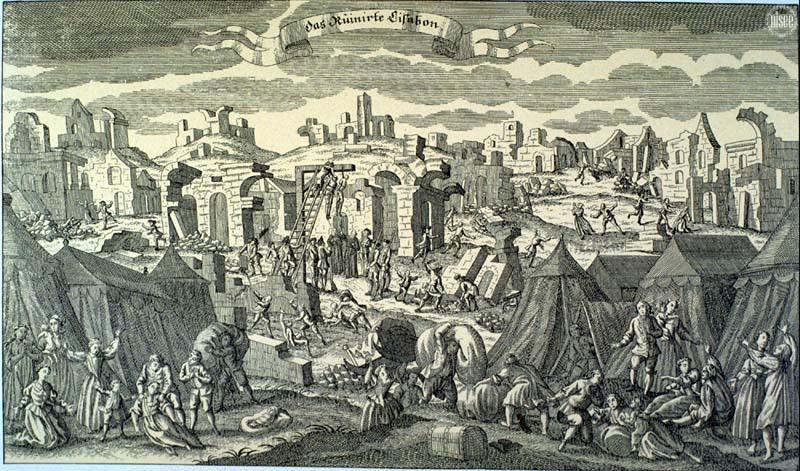
Hinrichtung von Plünderern im ruinierten Lissabon, zeitgenössischer deutscher Kupferstich

Am 1. November wird Lissabon von einem Erdbeben und einem darauf folgenden Tsunami größtenteils zerstört. 30.000 bis 100.000 Menschen kommen dabei allein in Lissabon um, die ganze südliche Iberische Halbinsel und Nord-West-Afrika sind davon betroffen, ebenso die Azoren, Madeira und die Kapverdischen Inseln. Das Beben wird in ganz Europa bis nach Finnland registriert und verursacht zum Teil schwere Schäden in England, der Schweiz, dem Heiligen Römischen Reich bis hinauf nach Schweden. Es handelt sich damit um eine der verheerendsten Naturkatastrophen der europäischen Geschichte. Der portugiesische König Joseph I. entwickelt als Folge des Bebens eine unkontrollierbare Angst davor, innerhalb von vier festen Wänden zu leben, und lässt für seinen Hofstaat eine Zeltstadt in den Hügeln von Ajuda vor den Toren Lissabons errichten, in der er bis zu seinem Tod residiert. 
Auf viele Denker der Aufklärung macht das Erdbeben einen großen Eindruck. Es wirft für Philosophen und Theologen das alte Theodizee-Problem neu auf: Wie kann ein allmächtiger und gütiger Gott ein so gewaltiges Unglück wie das Erdbeben von Lissabon zulassen – überdies am Festtag Allerheiligen? Gelehrte wie Voltaire, Kant und Lessing diskutieren diese Fragen.
Der Wiederaufbau Lissabons wird von Sebastião José de Carvalho e Melo, dem späteren Marquês de Pombal, organisiert. Mit seiner kompetenten Aufarbeitung der Katastrophe etabliert er sich als führender Staatsmann und setzt sich in den folgenden Jahren im seit langem schwelenden Machtkampf gegen den alteingesessenen Adel und die katholische Kirche durch.

## Geboren

### Erstes Quartal
- 01. Januar: Christian August Thon, deutscher Jurist, Beamter und Politiker († 1829)
- 07. Januar: Stephen Groombridge, englischer Astronom und Handelsmann († 1832)
- 08. Januar: Charlotte von Hezel, deutsche Schriftstellerin, Redakteurin und Journalistin († 1817)
- 09. Januar: Wilhelm Christoph Eisenhuth, sächsischer Jurist und Verwaltungsbeamter († 1826)
- 11. Januar: Wilhelm Julius Ludwig von Schubert, deutscher Jurist und Regierungsbeamter († 1835)

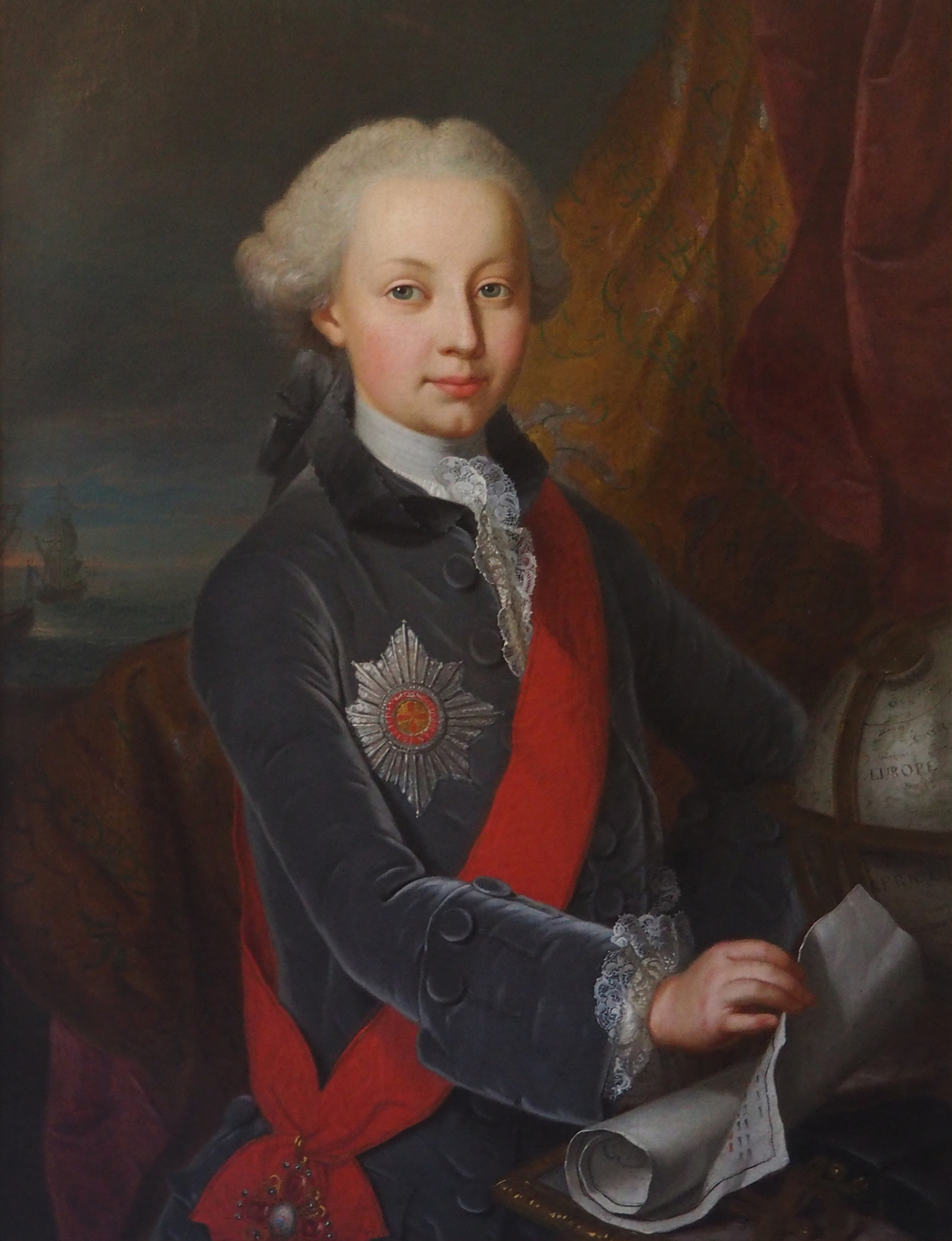
Peter (I.) von Oldenburg als Jüngling

- 17. Januar: Peter I., Regent des Fürstbistums Lübeck und des Herzogtums Oldenburg sowie erster Großherzog von Oldenburg († 1829)
- 20. Januar: Johannes Aloysius Martyni-Laguna, deutscher Privatgelehrter († 1824)
- 28. Januar: Samuel Thomas von Soemmerring, deutscher Arzt, Anthropologe, Paläontologe und Erfinder († 1830)
- 12. Februar: David Ross, US-amerikanischer Politiker († 1800)
- 14. Februar: Karl Ludwig, Erbprinz von Baden († 1801)
- 15. Februar: Jean-Nicolas Corvisart, französischer Mediziner und Leibarzt von Napoleon Bonaparte († 1821)
- 15. Februar: Ferdinand von Lüninck, preußischer Fürstbischof von Corvey und Bischof von Münster († 1825)

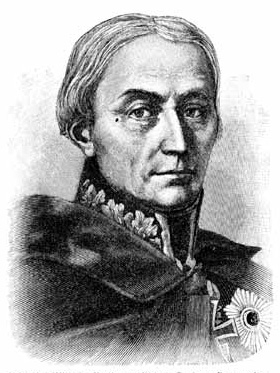
Friedrich Wilhelm Bülow von Dennewitz

- 16. Februar: Friedrich Wilhelm Bülow von Dennewitz, preußischer General († 1816)
- 19. Februar: Pieter Gerardus van Overstraten, Generalgouverneur von Niederländisch-Indien († 1801)
- 21. Februar: Antonio Bagatella, italienischer Musiktheoretiker und Geigenbauer († 1829)
- 21. Februar: Carl Heinrich August von Lindenau, preußischer Generalleutnant († 1842)
- 24. Februar: Ferdinand Kunz, deutscher Hochschullehrer († 1825)
- 24. Februar: Karl von Müller-Friedberg, Schweizer Politiker, Diplomat und Staatsmann († 1836)
- 24. Februar: Clementinus Schmitz, deutscher Franziskaner, der als Wunderheiler verehrt wurde († 1844)
- 06. März: Jean-Pierre Claris de Florian, französischer Dichter († 1794)
- 11. März: Nikolaus Ferdinand Auberlen, württembergischer Musiker und Komponist († 1828)
- 18. März: Caterina Cavalieri, österreichische Opernsängerin, Mozartinterpretin († 1801)
- 24. März: Rufus King, US-amerikanischer Jurist, Politiker und Diplomat († 1827)

### Zweites Quartal
- 01. April: Jean Anthelme Brillat-Savarin, französischer Schriftsteller († 1826)
- 05. April: Vincenc Mašek, böhmischer Komponist († 1831)
- 07. April: Donatien-Marie-Joseph de Vimeur, vicomte de Rochambeau, französischer General († 1813)
- 10. April: Samuel Hahnemann, deutscher Arzt († 1843)
- 11. April: Georg Hubmer, österreichischer Schwemmunternehmer und Tunnelplaner († 1833)
- 11. April: James Parkinson, britischer Arzt, Apotheker und Paläontologe († 1824)
- 15. April: Johann Georg Feldhann, deutscher Schulleiter und Philologe († 1826)
- 16. April: Élisabeth Vigée-Lebrun, französische Malerin († 1842)
- 17. April: Louis Marie de Narbonne-Lara, französischer Militär und Politiker († 1813)
- 18. April: Anna Franziska von Ketteler, letzte Äbtissin im Stift Freckenhorst († 1835)
- 20. April: John Armstrong, US-amerikanischer Offizier, Jurist und Politiker († 1816)
- 21. April: Maria Johanna von Aachen, deutsche Schriftstellerin († 1845)
- 22. April: Matthias Stumpf, Schweizer Maler und Kupferstecher († 1806)
- 26. April: William Matthews, US-amerikanischer Politiker († um 1808)
- 27. April: Carl Ludwig Amelang, preußischer Jurist und Beamter († 1819)
- 27. April: Marc-Antoine Parseval, französischer Mathematiker († 1836)
- 01. Mai: Brigida Banti, italienische Opernsängerin († 1806)
- 01. Mai: Theodor Christoph Grotrian, deutscher evangelischer Geistlicher, Pädagoge und Verleger († 1829)
- 11. Mai: Jean-Baptiste André Amar, französischer Revolutionär († 1816)
- 12. Mai: Giovanni Battista Viotti, italienischer Violinist und Komponist († 1824)
- 14. Mai: Johann Nicolaus Rohlwes, deutscher Tierarzt († 1823)
- 22. Mai: Gaetano Andreozzi, italienischer Opernkomponist († 1826)
- 22. Mai: Tench Coxe, Delegierter für Pennsylvania im Kontinentalkongress († 1824)
- 23. Mai: Bernhard Christoph Faust, deutscher Arzt, Begründer der Sonnenbaulehre († 1842)
- 30. Mai: Collin d’Harleville, französischer Dramatiker († 1806)
- 30. Mai: Johann Lukas Legrand, Schweizer Seidenfabrikant und Politiker († 1836)
- 18. Juni: Wilhelm Dietrich Hermann Flebbe, deutscher Beamter († 1837)
- 21. Juni: Johann George Gast, deutscher Orgelbauer († nach 1821)
- 24. Juni: Anacharsis Cloots, französischer Politiker und Revolutionär († 1794)
- 25. Juni: Wilhelmine von Hessen-Darmstadt, preußische Adelige und erste Gattin des Zaren Paul I. (Russland) († 1776)
- 30. Juni: Paul de Barras, französischer Politiker und Mitglied des Direktoriums († 1829)
- 30. Juni: Grigore IV. Ghica, Fürst der Walachei († 1834)

### Drittes Quartal
- 03. Juli: Theodor von Reding, Schweizer General in spanischen Diensten († 1809)
- 05. Juli: Sarah Siddons, britische Schauspielerin († 1831)
- 06. Juli: John Flaxman, britischer Bildhauer († 1826)
- 27. Juli: Gabriel de Hédouville, französischer General und Politiker († 1825)
- 27. Juli: Benjamin Howland, US-amerikanischer Politiker († 1821)
- 27. Juli: Johann Heinrich Wepler, deutscher Theologe und Hochschullehrer († 1792)
- 01. August: Antonio Capuzzi, italienischer Violinist und Komponist († 1818)
- 03. August: Nicholas Gilman, US-amerikanischer Politiker († 1814)
- 08. August: Franz Christian Löflund, Buchhändler und Verleger († 1827)
- 18. August: Gottlob Heinrich von Lindenau, sächsischer Kammerherr, Kreisoberforstmeister und Rittergutsbesitzer († 1830)
- 21. August: Christian Adolph Overbeck, Bürgermeister von Lübeck und Dichter († 1821)
- 22. August: Louis André Jordan, deutsch-französischer Textil-Unternehmer und Bankier († 1834)
- 25. August: Johann Philipp Högl, Stadt-Steinmetzmeister von Wien, Obervorsteher der Wiener Bauhütte († 1800)
- 28. August: Friedrich Wilhelm Ludwig von Beulwitz, deutscher Jurist und Kanzler von Schwarzburg Rudolstadt († 1829)
- 29. August: Jan Henryk Dąbrowski, polnischer General († 1818)
- 02. September: Michel Ordener, französischer Général de division und Senator des Ersten Kaiserreichs († 1811)
- 04. September: Hans Axel von Fersen, schwedischer Staatsmann und Favorit der Königin Marie-Antoinette († 1810)
- 13. September: Oliver Evans, US-amerikanischer Erfinder († 1819)
- 15. September: Werner Jasper Andreas von Moltke, dänischer Amtmann der Färöer († 1835)
- 16. September: Karoline Ludecus, deutsche Schriftstellerin († 1827)
- 17. September: William Schaw Cathcart, britischer General und Diplomat († 1843)
- 20. September: Johann Nepomuk von Triva, bayerischer General und Kriegsminister († 1827)
- 24. September: Robert Lefèvre, französischer Maler († 1830)
- 24. September: John Marshall, US-amerikanischer Jurist und Politiker († 1835)
- 30. September: Hieronymus Waldinger, österreichischer Tierarzt und Hochschullehrer († 1821)

### Viertes Quartal
- 01. Oktober: Johann Peter Eichhoff, Publizist, Historiker des Rheinlandes und Beamter in französischen Diensten († 1825)
- 02. Oktober: Hannah Adams, US-amerikanische Schriftstellerin († 1831)
- 03. Oktober: Ildefons von Arx, schweizerischer Mönch und Historiker († 1833)
- 09. Oktober: Nonnosus Brand, bayerischer Komponist, Organist und Musikpädagoge († 1793)
- 17. Oktober: Envold de Falsen, dänisch-norwegischer Dichterjurist († 1808)
- 17. Oktober: Johann Adam Goez, deutscher Schriftsteller und Pädagoge († 1840)
- 25. Oktober: François-Joseph Lefebvre, Marschall von Frankreich († 1820)
- 28. Oktober: Jacques Julien Houtou de Labillardière, französischer Naturforscher und Reisender († 1834)
- 01. November: Johann Theodor Roscher, deutscher Hütteninspektor († 1829)

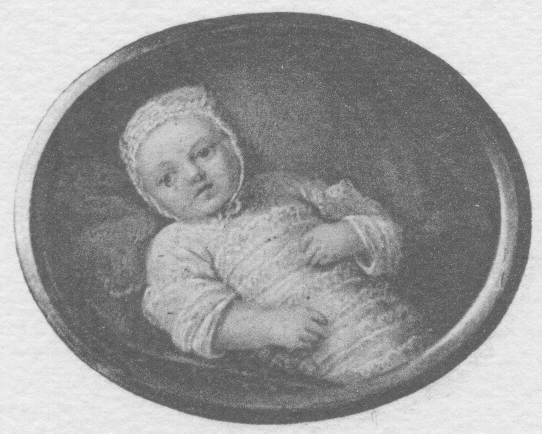
Marie-Antoinette als Baby

- 02. November: Marie-Antoinette, österreichische Erzherzogin, Königin von Frankreich und Navarra († 1793)
- 08. November: William Stephens Smith, US-amerikanischer Politiker († 1816)
- 08. November: Dorothea Viehmann, deutsche Märchenerzählerin und Quelle der Märchensammlung der Brüder Grimm († 1815)
- 09. November: Franz Gallus Sündermahler, deutscher Jurist und Beamter († 1840)
- 10. November: Franz Anton Ries, deutscher Violinist († 1846)
- 12. November: Gerhard von Scharnhorst, preußischer General († 1813)
- 13. November: Christoph Ludwig Kämmerer, deutscher Naturforscher († 1797)
- 13. November: Antoine-François Momoro, französischer Politiker († 1794)
- 16. November: James Sheafe, US-amerikanischer Politiker († 1829)

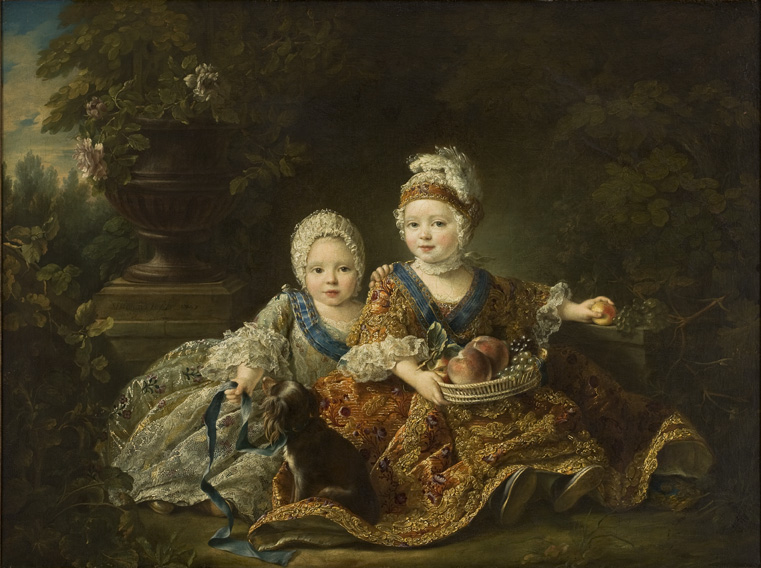
Der Herzog von Berry (Ludwig XVI.) und der Graf der Provence (Ludwig XVIII.) 1757

- 17. November: Ludwig XVIII., König von Frankreich und Navarra († 1824)
- 20. November: Franz Josef Gassmann, Schweizer Buchdrucker und -händler, Zeitungsgründer und Redaktor († 1802)
- 24. Dezember: Claude-Emmanuel de Pastoret, französischer Politiker und Schriftsteller († 1840)
- 27. Dezember: Anton, König von Sachsen († 1836)
- 28. Dezember: Johann Christian Gottlieb Wernsdorf, deutscher Hochschullehrer und Philosoph († 1822)

### Genaues Geburtsdatum unbekannt
- Koča Anđelković, serbischer Freischärlerführer, Hauptmann und Freiheitskämpfer († 1788)
- Manoel Carlos de Andrade, portugiesischer Bereiter an der Hofreitschule († 1817)
- Francesco Apostoli, italienischer Schriftsteller († 1816)
- Johann Carl Wilhelm Bartels (1755–?), preußischer Beamter
- Girolamo Pongelli, Schweizer Somasker und Übersetzer († nach 1789)

## Gestorben

### Januar bis April
- 11. Januar: Joseph-Nicolas-Pancrace Royer, französischer Komponist, Cembalist und Sänger (* um 1705)
- 14. Januar: Julius Valentin van Gollenesse, niederländischer Gouverneur von Ceylon (* 1691)
- 14. Januar: Konrad Friedrich Ernst Bierling, deutscher lutherischer Theologe (* 1709)
- 18. Januar: Johann Rudolph Engau, deutscher Rechtswissenschaftler (* 1708)
- 25. Januar: Filippo Argelati, italienischer Gelehrter und Herausgeber (* 1685)
- 27. Januar: Sámal Pætursson Lamhauge, Løgmaður der Färöer (* 1676)
- 28. Januar: André Falquet, Schweizer Kaufmann, Händler und Abgeordneter im Genfer Rat der Zweihundert (* 1681)
- 02. Februar: Anselm Christoph von Bonin, preußischer Offizier, Gouverneur von Magdeburg (* 1685)
- 07. Februar: Giovanni Gaetano Androi, schweizerischer Stuckateur (* unbekannt)
- 08. Februar: Niccolò Coscia, italienischer Kardinal und Bischof  (* 1682)

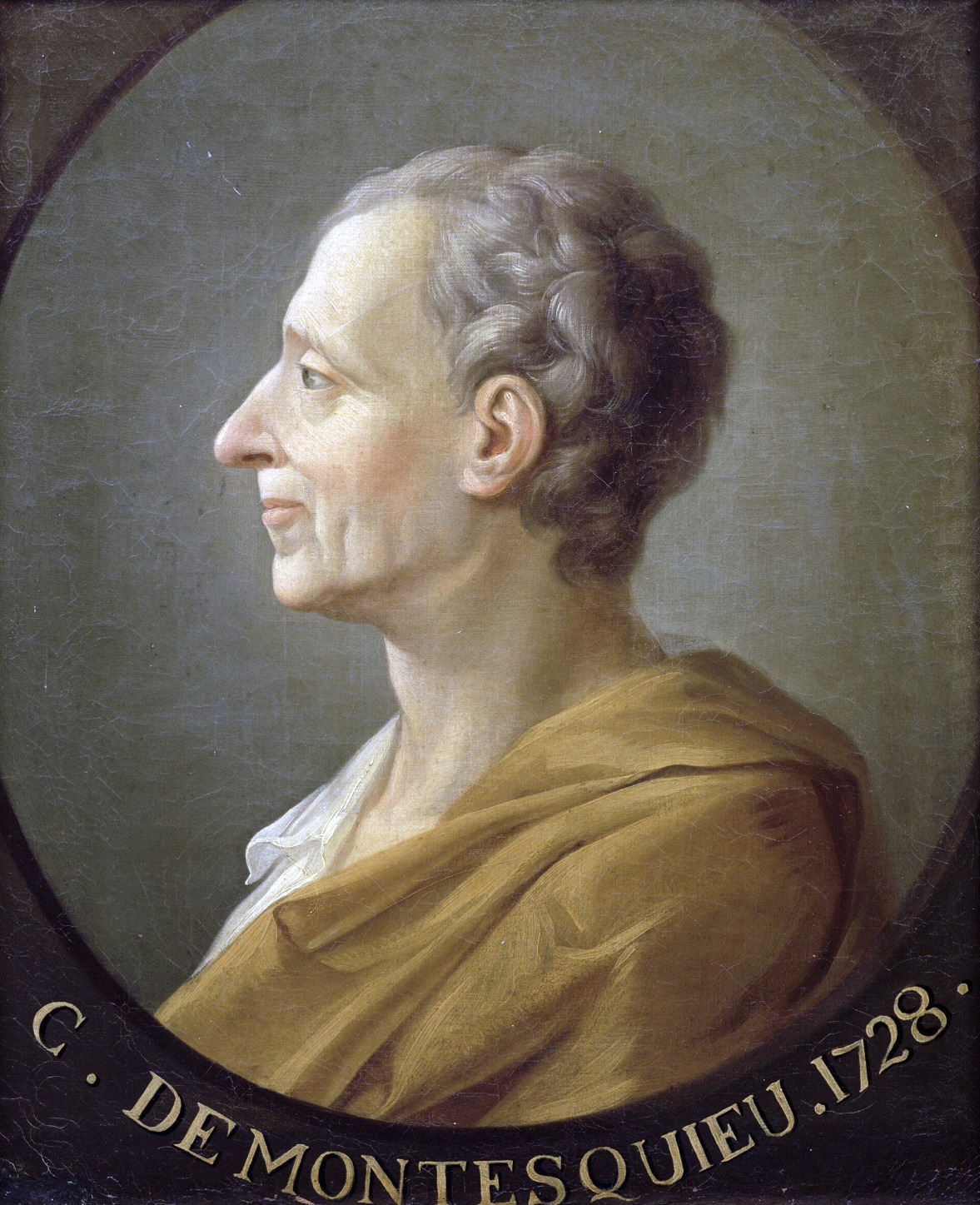
Baron de Montesquieu, 1728

- 10. Februar: Charles de Secondat, Baron de Montesquieu, französischer Schriftsteller und Staatsphilosoph (* 1689)
- 11. Februar: Scipione Maffei, italienischer Dichter und Gelehrter (* 1675)
- 15. Februar: Eleonore von Schlieben, Ehrendame der preußischen Königin Elisabeth Christine (* 1720)
- 01. März: Maria Anna Josepha Althann, italienisch-österreichische Adelige und Mäzenin (* 1689)
- 02. März: Louis de Rouvroy, Herzog von Saint-Simon, französischer Politiker und Schriftsteller (* 1675)
- 06. März: Pier Leone Ghezzi, italienischer Maler, Radierer und Zeichner (* 1674)
- 08. März: Stepan Petrowitsch Krascheninnikow, russischer Entdecker und Geograf (* 1711)
- 10. März: Johann David Köhler, deutscher Historiker, Numismatiker und Heraldiker (* 1684)
- 16. März: Christian Albrecht von Ahlefeldt, deutscher Kammerjunker und Obrist unter Karl XII. von Schweden (* 1693)
- 21. März: William Bull, britischer Gouverneur der Province of South Carolina (* 1683)
- 07. April: Laurentius Blumentrost der Jüngere, russischer Mediziner, Leibarzt des Zaren (* 1692)
- 17. April: Christian Nicolaus von Linger, preußischer General der Artillerie (* 1669)
- 30. April: Jean-Baptiste Oudry, französischer Maler (* 1686)

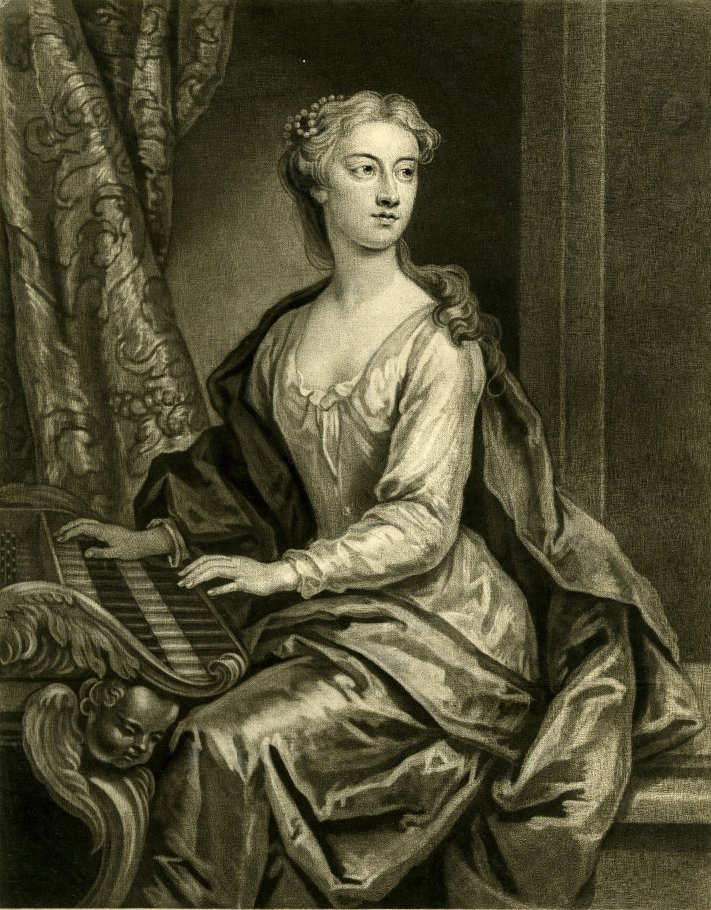
Anastasia Robinson, 1723

- 000April: Anastasia Robinson, englische Opernsängerin und Händel-Interpretin, Countess of Peterborough and Monmouth (* um 1695)

### Mai bis August
- 04. Mai: Ignazio Visconti, italienischer Adeliger, General der Societas Jesu (* 1682)
- 20. Mai: Johann Georg Gmelin, deutscher Sibirienforscher und Botaniker (* 1709)
- 27. Mai: Ulrich von Löwendal, deutscher Feldherr und Marschall von Frankreich (* 1700)

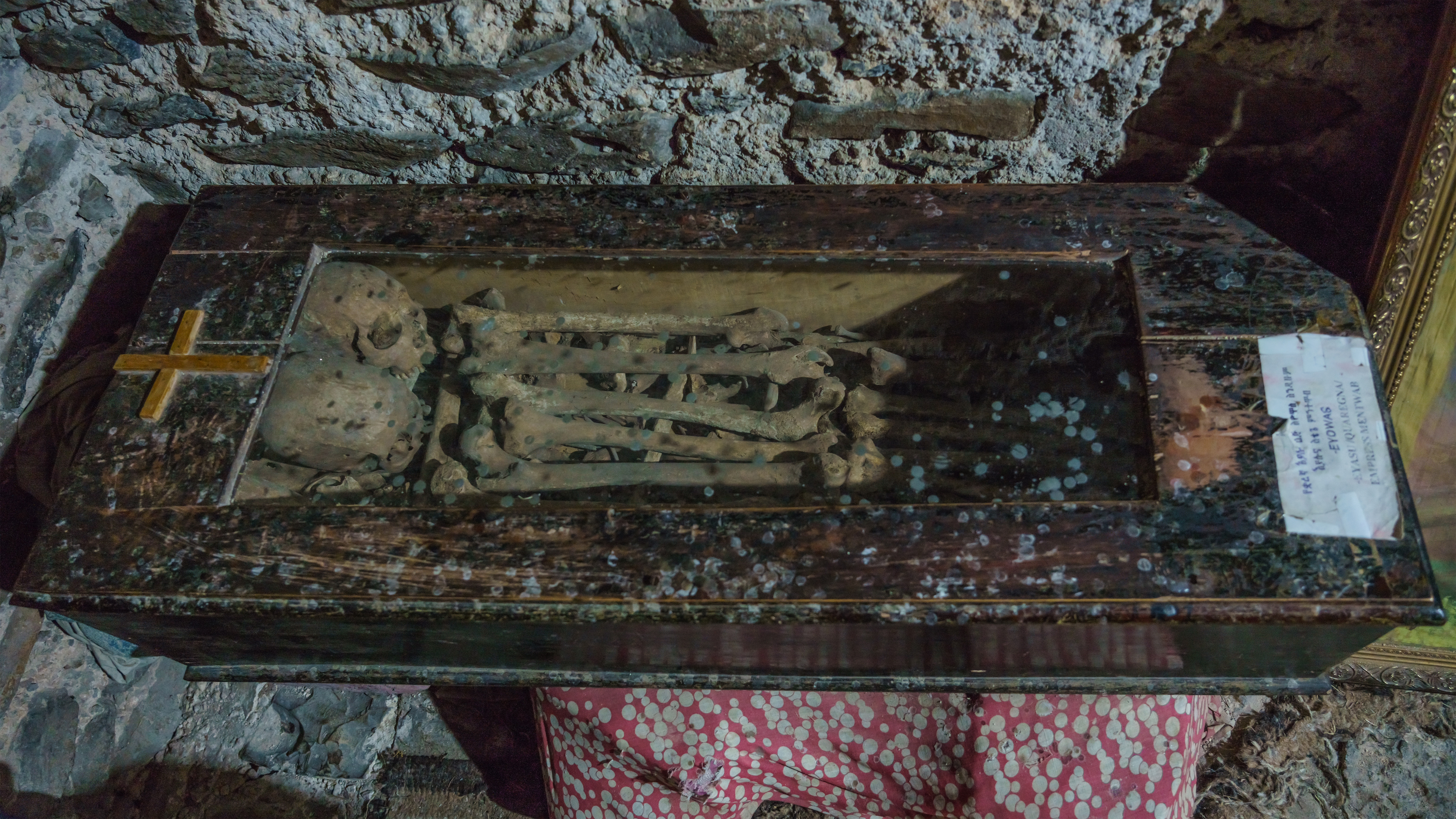
Die in Kuskwam (Gonder) aufbewahrten Gebeine von Mentewab, Iyasu II. und Joas I.

- 26. Juni: Iyasu II., Negus negest von Äthiopien (* 1723)
- 000Juni: George Ballard, englischer Antiquar und Biograph (* 1706)
- 000Juni oder Juli: Philipp Stamma, syrischer Schachmeister (* um 1705)
- 09. Juli: Johann Gottlob Harrer, deutscher Komponist und Thomaskantor (* 1703)
- 09. Juli: Daniel Liénard de Beaujeu, französischer Offizier in Neufrankreich (* 1711)
- 13. Juli: Edward Braddock, britischer Oberbefehlshaber der Truppen in Nordamerika (* 1695)
- 17. Juli: Manuel de Lara Churriguera, spanischer Architekt und Bildhauer (* um 1690)
- 17. Juli: Marie Elisabeth von Schleswig-Holstein-Gottorf, Äbtissin des reichsunmittelbaren und freiweltlichen Stifts Quedlinburg (* 1678)
- 04. August: Johann Christoph Thielemann, deutscher Orgelbauer (* 1682)
- 05. August: Salomon Deyling, deutscher evangelischer Theologe (* 1677)
- 06. August: August Ludwig, Fürst von Anhalt-Köthen (* 1697)
- 06. August: Johann Kaspar Wetzel, deutscher evangelischer Theologe, Hymnologe und Kirchenlieddichter (* 1691)
- 14. August: Jean-Jacques-Baptiste Anet, französischer Violinist und Komponist (* 1676)
- 22. August: Elias Hügel, deutscher Kirchenbaumeister, Hofsteinmetzmeister (* 1681)
- 24. August: Christian Franz Dietrich von Fürstenberg, kurkölnischer Politiker (* 1689)
- 000August: Annibale Antonini, neapolitanischer Romanist, Übersetzer, Grammatiker und Lexikograf (* 1702)

### September bis Dezember

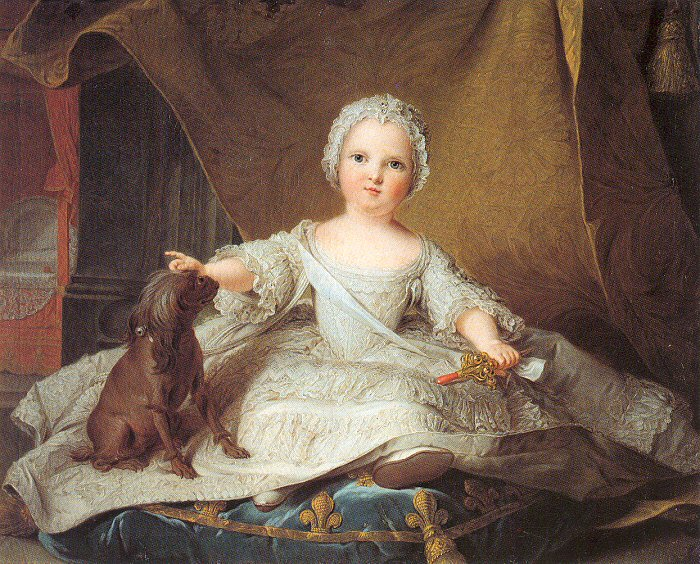
Marie Zéphyrine von Frankreich als Madame Royale

- 02. September: Marie Zéphyrine, französische Prinzessin (* 1750)
- 08. September: Hendrick Theyanoguin, Häuptling und Orator der Mohawk (* um 1691)
- 14. September: Maria Celeste Crostarosa, neapolitanische Nonne und Ordensgründerin (* 1696)
- 21. September: Johan Cornelius Krieger, dänischer Architekt und Gartenkünstler (* 1683)
- 22. September: Bernard Stuart, schottischer Benediktiner, Architekt, Mathematiker und Uhrmacher sowie Hofbaumeister in Salzburg (* 1706)
- 30. September: Francesco Durante, neapolitanischer Komponist (* 1684)
- 01. Oktober: Louis Auguste II. de Bourbon, Herzog von Maine und Fürst von Dombes (* 1700)
- 04. Oktober: Samuel von Cocceji, preußischer Kammergerichtspräsident, Justizminister und Großkanzler, Reformator des preußischen Justizwesens (* 1679)
- 16. Oktober: Hans Moritz von Brühl, Wirklicher Geheimer Rat, General der Kavallerie und Statthalter der Deutschordensballei Thüringen (* 1693)
- 19. Oktober: Gebhard Christian Bastineller, deutscher Rechtswissenschaftler (* 1689)
- 21. Oktober: Christian, Landgraf von Hessen-Wanfried und Hessen-Rheinfels (* 1689)
- 27. Oktober: Johann Michael Breunig, deutscher Komponist (* 1699)
- 28. Oktober: Joseph Bodin de Boismortier, französischer Flötist, Cembalist und Komponist (* 1689)
- vermutlich 1. November: Francisco António de Almeida, portugiesischer Komponist (* 1702)
- 06. November: Franz Ulrich Ries, deutscher evangelischer Theologe und Hochschullehrer (* 1695)
- 25. November: Johann Georg Pisendel, deutscher Violinist, Komponist und Konzertmeister (* 1687)
- 27. November: Anastassija Trubezkaja, russische Fürstin und Erbprinzessin von Hessen-Homburg (* 1700)
- 30. November: Johann Elias Bach, deutscher Komponist (* 1705)
- 05. Dezember: William Cavendish, 3. Duke of Devonshire, britischer Adeliger und Politiker (* 1698)
- 09. Dezember: Francisco José de Ovando, spanischer Soldat, Gouverneur von Chile und später der Philippinen (* 1693)
- 16. Dezember: Valentin Johann Beselin, deutscher Jurist und Erster Bürgermeister von Rostock (* 1693)
- 21. Dezember: Manuel de Sumaya, mexikanischer Komponist (* um 1678)
- 29. Dezember: Daniel Archinard, Schweizer hugenottischer Prediger und Pfarrer (* 1698)
- 29. Dezember: Gabrielle-Suzanne de Villeneuve, französische Schriftstellerin (* 1685)

### Genaues Todesdatum unbekannt
- Rosa Bavarese, bayerische kurfürstliche Kammersängerin (* 1705)
- Kathog Rigdzin Chenpo Tshewang Norbu, Geistlicher der Nyingma-Schule des tibetischen Buddhismus aus dem Kathog-Kloster in Osttibet, Genealoge (* 1698)
- Johann Matthäus Oberschall, deutscher Bildhauer (* 1688)
- Johann Jakob Rischer, deutscher Architekt (* 1662)
- Joost van Sasse, niederländischer Kupferstecher (* 1684)
- Zhang Tingyu, han-chinesischer Politiker in der Qing-Dynastie (* 1672)